# Lynx Football Club (fútbol sala)
Lynx Futsal Club es la sección de Lynx Football Club que se dedica al fútbol sala en Gibraltar. Participa en la División 1 y en la Futsal Rock Cup. Lynx es el equipo gibraltareño que más veces ha participado en la Copa de la UEFA de Fútbol Sala.

## Historia
Tras la adhesión de Gibraltar a la UEFA en el 2011, la liga nacional de fútbol sala acogió un gran número de entusiastas participantes; dentro de ellos a Lynx. En la temporada 2013-14 el club presentó 2 equipos, uno principal y Lynx 55. No tuvo mucho protagonismo, Gibraltar Scorpions fue el campeón en esa temporada y consiguió además clasificarse para la  Copa de la UEFA de fútbol sala.
En la temporada 2015-16 el club asumió el protagonismo del torneo y consiguió ganarlo, y además clasificarse para la Copa de la UEFA de fútbol sala, convirtiéndose así en el segundo equipo gibraltareño en participar en el torneo.
La temporada 2015-16 vio al club coronarse campeón por segunda vez consecutiva y además clasificarse una vez más para la Copa de la UEFA de fútbol sala.

### Temporada 2016-17
El club se coronó campeón de la División 1 a falta de tres fechas para finalizar el torneo, luego de vencer por siete a cuatro a Glacis United; de esta manera el club consiguió su tercer título consecutivo y logró también una nueva clasificación continental. En la Futsal Rock Cup el club llegó hasta las semifinales, donde fue eliminado por Glacis United.

### Temporada 2017-18
La temporada 2017-18 empezó con la participación del club en Berna, en el Grupo A de la ronda preliminar de la Copa UEFA, torneo en el que quedó eliminado al ubicarse en el tercer lugar luego de dos derrotas y un empate.

## Resumen general de las temporadas
| Temporada | División 1 | Futsal Rock Cup (copa) | Trofeo Luis Bonavia (supercopa) |
| --------- | ---------- | ---------------------- | ------------------------------- |
| 2013-14   | 3.° lugar  | Semifinalista          | No hubo                         |
| 2014-15   | Campeón    | Cuartos de final       | No hubo                         |
| 2015-16   | Campeón    | Campeón                | Campeón                         |
| 2016-17   | Campeón    | Semifinalista          | Campeón                         |
| 2017-18   | Campeón    | Campeón                | Campeón                         |
| 2018-19   | Campeón    | No se jugó             | Campeón                         |
| 2019-20   | 1.° lugar  | No se jugó             | Campeón                         |
| 2020-21   |            |                        |                                 |

## Participación en torneos internacionales

### Copa de la UEFA de fútbol sala
El club ha participado en tres ocasiones de la Copa de la UEFA de fútbol sala, en todas ellas arrancó desde la ronda preliminar y en ninguna de logró avanzar. Su última participación se dio en la temporada 2017-18. 
Su primera participación, es hasta ahora, la mejor de todas; en ella Lynx consiguió sumar cuatro puntos (se convirtió en el primer equipo gibraltareño en ganar un partido en el torneo), pero no le alcanzó para avanzar a la siguiente ronda (solo el primero de cada grupo clasificaba).
| Club       | PJ | PG | PE | PP | GF | GC | DG  | Pts. |
| ---------- | -- | -- | -- | -- | -- | -- | --- | ---- |
| Lynx F. C. | 14 | 2  | 2  | 10 | 40 | 79 | –39 | 8    |

| \| N.° \| Sede \| Ronda \| Partidos \| Partidos \| Partidos \| Pos. \| Pts. \| Estado \| \| --------- \| --------------------------------------------------- \| --------------------------------------------------- \| --------------------------------------------------- \| --------------------------------------------------- \| --------------------------------------------------- \| --------------------------------------------------- \| --------------------------------------------------- \| --------------------------------------------------- \| \| \| \| \| \| \| \| \| \| \| \| 1 \| Copa de la UEFA de fútbol sala 2015-16 \| Copa de la UEFA de fútbol sala 2015-16 \| Copa de la UEFA de fútbol sala 2015-16 \| Copa de la UEFA de fútbol sala 2015-16 \| Copa de la UEFA de fútbol sala 2015-16 \| Copa de la UEFA de fútbol sala 2015-16 \| Copa de la UEFA de fútbol sala 2015-16 \| Copa de la UEFA de fútbol sala 2015-16 \| \| Gibraltar \| Gibraltar \| Ronda preliminar \| Lynx \| 3 – 8 \| Sievi Futsal.[4] \| 3.° \| 4 \| Eliminado \| \| Gibraltar \| Gibraltar \| Ronda preliminar \| Lynx \| 7 – 4 \| FC Santos Perth.[5] \| 3.° \| 4 \| Eliminado \| \| Gibraltar \| Gibraltar \| Ronda preliminar \| Lynx \| 4 – 4 \| Grorud IL.[6] \| 3.° \| 4 \| Eliminado \| \| 2 \| Copa de la UEFA de fútbol sala 2016-17 \| Copa de la UEFA de fútbol sala 2016-17 \| Copa de la UEFA de fútbol sala 2016-17 \| Copa de la UEFA de fútbol sala 2016-17 \| Copa de la UEFA de fútbol sala 2016-17 \| Copa de la UEFA de fútbol sala 2016-17 \| Copa de la UEFA de fútbol sala 2016-17 \| Copa de la UEFA de fútbol sala 2016-17 \| \| Panevėžys \| Panevėžys \| Ronda preliminar \| Lynx \| 3 – 9 \| Centar Sarajevo.[7] \| 4.° \| 0 \| Eliminado \| \| Panevėžys \| Panevėžys \| Ronda preliminar \| Lynx \| 2 – 4 \| FC Baltika.[8] \| 4.° \| 0 \| Eliminado \| \| Panevėžys \| Panevėžys \| Ronda preliminar \| Lynx \| 4 – 8 \| Istanbul Üniversitesi.[9] \| 4.° \| 0 \| Eliminado \| \| 3 \| Copa UEFA de fútbol sala 2017-18 \| Copa UEFA de fútbol sala 2017-18 \| Copa UEFA de fútbol sala 2017-18 \| Copa UEFA de fútbol sala 2017-18 \| Copa UEFA de fútbol sala 2017-18 \| Copa UEFA de fútbol sala 2017-18 \| Copa UEFA de fútbol sala 2017-18 \| Copa UEFA de fútbol sala 2017-18 \| \| Berna \| Berna \| Ronda Preliminar \| Lynx \| 1 – 4 \| Minerva.[10] \| 3.° \| 1 \| Eliminado \| \| Berna \| Berna \| Ronda Preliminar \| Lynx \| 1 – 6 \| Helvécia.[11] \| 3.° \| 1 \| Eliminado \| \| Berna \| Berna \| Ronda Preliminar \| Lynx \| 4 – 4 \| Transylvania.[12] \| 3.° \| 1 \| Eliminado \| \| 4 \| Liga de Campeones de fútbol sala de la UEFA 2018-19 \| Liga de Campeones de fútbol sala de la UEFA 2018-19 \| Liga de Campeones de fútbol sala de la UEFA 2018-19 \| Liga de Campeones de fútbol sala de la UEFA 2018-19 \| Liga de Campeones de fútbol sala de la UEFA 2018-19 \| Liga de Campeones de fútbol sala de la UEFA 2018-19 \| Liga de Campeones de fútbol sala de la UEFA 2018-19 \| Liga de Campeones de fútbol sala de la UEFA 2018-19 \| \| Timișoara \| Timișoara \| Ronda Preliminar \| Lynx \| 5 – 2 \| Osmanlıspor.[13] \| 2.° \| 3 \| Eliminado \| \| Timișoara \| Timișoara \| Ronda Preliminar \| Lynx \| 0 – 6 \| Informatica Timişoara.[14] \| 2.° \| 3 \| Eliminado \| \| 5 \| Liga de Campeones de fútbol sala de la UEFA 2019-20 \| Liga de Campeones de fútbol sala de la UEFA 2019-20 \| Liga de Campeones de fútbol sala de la UEFA 2019-20 \| Liga de Campeones de fútbol sala de la UEFA 2019-20 \| Liga de Campeones de fútbol sala de la UEFA 2019-20 \| Liga de Campeones de fútbol sala de la UEFA 2019-20 \| Liga de Campeones de fútbol sala de la UEFA 2019-20 \| Liga de Campeones de fútbol sala de la UEFA 2019-20 \| \| Hoorn \| Hoorn \| Ronda Preliminar \| Lynx \| 1 – 6 \| Hovocubo \| 4.° \| 0 \| Eliminado \| \| Hoorn \| Hoorn \| Ronda Preliminar \| Lynx \| 4 – 9 \| Helvécia \| 4.° \| 0 \| Eliminado \| \| Hoorn \| Hoorn \| Ronda Preliminar \| Lynx \| 1 – 5 \| PYF Saltires \| 4.° \| 0 \| Eliminado \| |                                                     |                                                     |                                                     |                                                     |                                                     |                                                     |                                                     |                                                     |
| N.° | Sede                                                | Ronda                                               | Partidos                                            | Partidos                                            | Partidos                                            | Pos.                                                | Pts.                                                | Estado                                              |
| |                                                     |                                                     |                                                     |                                                     |                                                     |                                                     |                                                     |                                                     |
| 1 | Copa de la UEFA de fútbol sala 2015-16              | Copa de la UEFA de fútbol sala 2015-16              | Copa de la UEFA de fútbol sala 2015-16              | Copa de la UEFA de fútbol sala 2015-16              | Copa de la UEFA de fútbol sala 2015-16              | Copa de la UEFA de fútbol sala 2015-16              | Copa de la UEFA de fútbol sala 2015-16              | Copa de la UEFA de fútbol sala 2015-16              |
| Gibraltar | Gibraltar                                           | Ronda preliminar                                    | Lynx                                                | 3 – 8                                               | Sievi Futsal.                                       | 3.°                                                 | 4                                                   | Eliminado                                           |
| Gibraltar | Gibraltar                                           | Ronda preliminar                                    | Lynx                                                | 7 – 4                                               | FC Santos Perth.                                    | 3.°                                                 | 4                                                   | Eliminado                                           |
| Gibraltar | Gibraltar                                           | Ronda preliminar                                    | Lynx                                                | 4 – 4                                               | Grorud IL.                                          | 3.°                                                 | 4                                                   | Eliminado                                           |
| 2 | Copa de la UEFA de fútbol sala 2016-17              | Copa de la UEFA de fútbol sala 2016-17              | Copa de la UEFA de fútbol sala 2016-17              | Copa de la UEFA de fútbol sala 2016-17              | Copa de la UEFA de fútbol sala 2016-17              | Copa de la UEFA de fútbol sala 2016-17              | Copa de la UEFA de fútbol sala 2016-17              | Copa de la UEFA de fútbol sala 2016-17              |
| Panevėžys | Panevėžys                                           | Ronda preliminar                                    | Lynx                                                | 3 – 9                                               | Centar Sarajevo.                                    | 4.°                                                 | 0                                                   | Eliminado                                           |
| Panevėžys | Panevėžys                                           | Ronda preliminar                                    | Lynx                                                | 2 – 4                                               | FC Baltika.                                         | 4.°                                                 | 0                                                   | Eliminado                                           |
| Panevėžys | Panevėžys                                           | Ronda preliminar                                    | Lynx                                                | 4 – 8                                               | Istanbul Üniversitesi.                              | 4.°                                                 | 0                                                   | Eliminado                                           |
| 3 | Copa UEFA de fútbol sala 2017-18                    | Copa UEFA de fútbol sala 2017-18                    | Copa UEFA de fútbol sala 2017-18                    | Copa UEFA de fútbol sala 2017-18                    | Copa UEFA de fútbol sala 2017-18                    | Copa UEFA de fútbol sala 2017-18                    | Copa UEFA de fútbol sala 2017-18                    | Copa UEFA de fútbol sala 2017-18                    |
| Berna | Berna                                               | Ronda Preliminar                                    | Lynx                                                | 1 – 4                                               | Minerva.                                            | 3.°                                                 | 1                                                   | Eliminado                                           |
| Berna | Berna                                               | Ronda Preliminar                                    | Lynx                                                | 1 – 6                                               | Helvécia.                                           | 3.°                                                 | 1                                                   | Eliminado                                           |
| Berna | Berna                                               | Ronda Preliminar                                    | Lynx                                                | 4 – 4                                               | Transylvania.                                       | 3.°                                                 | 1                                                   | Eliminado                                           |
| 4 | Liga de Campeones de fútbol sala de la UEFA 2018-19 | Liga de Campeones de fútbol sala de la UEFA 2018-19 | Liga de Campeones de fútbol sala de la UEFA 2018-19 | Liga de Campeones de fútbol sala de la UEFA 2018-19 | Liga de Campeones de fútbol sala de la UEFA 2018-19 | Liga de Campeones de fútbol sala de la UEFA 2018-19 | Liga de Campeones de fútbol sala de la UEFA 2018-19 | Liga de Campeones de fútbol sala de la UEFA 2018-19 |
| Timișoara | Timișoara                                           | Ronda Preliminar                                    | Lynx                                                | 5 – 2                                               | Osmanlıspor.                                        | 2.°                                                 | 3                                                   | Eliminado                                           |
| Timișoara | Timișoara                                           | Ronda Preliminar                                    | Lynx                                                | 0 – 6                                               | Informatica Timişoara.                              | 2.°                                                 | 3                                                   | Eliminado                                           |
| 5 | Liga de Campeones de fútbol sala de la UEFA 2019-20 | Liga de Campeones de fútbol sala de la UEFA 2019-20 | Liga de Campeones de fútbol sala de la UEFA 2019-20 | Liga de Campeones de fútbol sala de la UEFA 2019-20 | Liga de Campeones de fútbol sala de la UEFA 2019-20 | Liga de Campeones de fútbol sala de la UEFA 2019-20 | Liga de Campeones de fútbol sala de la UEFA 2019-20 | Liga de Campeones de fútbol sala de la UEFA 2019-20 |
| Hoorn | Hoorn                                               | Ronda Preliminar                                    | Lynx                                                | 1 – 6                                               | Hovocubo                                            | 4.°                                                 | 0                                                   | Eliminado                                           |
| Hoorn | Hoorn                                               | Ronda Preliminar                                    | Lynx                                                | 4 – 9                                               | Helvécia                                            | 4.°                                                 | 0                                                   | Eliminado                                           |
| Hoorn | Hoorn                                               | Ronda Preliminar                                    | Lynx                                                | 1 – 5                                               | PYF Saltires                                        | 4.°                                                 | 0                                                   | Eliminado                                           |

## Entrenadores
| Entrenador      | Inicio               | Fin  |
| --------------- | -------------------- | ---- |
| Nick Rodríguez. | 2007                 | 2017 |
| Shawn Ramos     | 27 de agosto de 2019 |      |

## Presidentes
| Presidente     | Inicio | Fin |
| -------------- | ------ | --- |
| Albert Parody. | 2013   |     |

## Palmarés
| Torneo                          | Títulos | Subcampeonatos | Años en los que fue campeón  | Años en los que fue subcampeón |
| ------------------------------- | ------- | -------------- | ---------------------------- | ------------------------------ |
| División 1 de Gibraltar         | 5       | 0              | 2015, 2016, 2017, 2018, 2019 |                                |
| Futsal Rock Cup (copa)          | 2       | 0              | 2016, 2018                   |                                |
| Trofeo Luis Bonavia (supercopa) | 5       | 0              | 2015, 2016, 2017, 2018, 2019 |                                |